# László Németh
László Németh, född 18 april 1901 i Baia Mare, Österrike-Ungern (nuvarande Rumänien), död 3 mars 1975 i Budapest, Ungern, var en ungersk författare, kritiker och översättare.
Németh var en ledande figur inom ungersk prosa och intellektuellt liv från 1930 och fram till sin död. Åren 1932–1937 gav han ut tidskriften Tanu ("Vittne"). På 1930-talet var han en av de ledande ideologerna för den sociallitterära rörelsen "de folkliga". Hans mest kända essäsamling är A minőség forradalma ("Kvalitetens revolution", 1941), och hans viktigaste romaner är Iszony (1947; Som stenen faller, översatt av Calman de Pandy, Kerstin Tovi och Alvar Zacke, Bonnier, 1968), Égetö Eszter ("Brinnande Ester", 1956) och Irgalom ("Nåd", 1965). Han skrev också ett flertal historiska skådespel och samhällsdramer, bland annat Galilei (1956). Han översatte bland annat Henrik Ibsens Ett dockhem till ungerska. På svenska finns också romanen Den ensamma (Gyász) (översättning Maria Ortman, Bonnier,1971).